# Панченко Петро Пантелеймонович
Петро Пантелеймонович Панченко (16 жовтня 1928, Мгар — 20 квітня 2016) — український історик, дослідник аграрної історії, суспільно-політичних процесів новітньої історії України, доктор історичних наук (з 1982 року), професор (з 1985 року), академік Міжнародної слов'янської академії наук (з 1998 року), віце-президент Української академії історичних наук (з 1999 року)
академік Академії наук вищої школи України (з 2004 року), провідний науковий співробітник Центру інформаційно-бібліотечних технологій Національної наукової сільськогосподарської бібліотеки Національної академії аграрних наук України.

## Біографія
Народився 16 жовтня 1928 року в селі Мгарі (тепер Лубенського району Полтавської області). Учасник німецько-радянської війни. 1956 року закінчив історичний факультет Львівського державного університету. Перебував на журналістській та комсомольській роботі, в органах місцевої влади на Львівщині: у 1967–1973 роках — завідувач відділу організаційно-партійної роботи Львівського обласного комітету КПУ. У 1971 році, під керівництвом кандидата історичних наук А. З. Падалки, захистив кандидатську дисертацію на тему: «Ідеологічна діяльність партійних організацій України на селі в роки семирічки (1959–1965 рр.)». У 1972–1974 роках працював у вузах Києва. У 1974–1984 роках — старший науковий співробітник, у 1984–1986 роках — завідувач відділу історії техніки, у 1986–1991 роках — головний науковий співробітник, у 1991–2001 роках — завідувач відділу сучасної історії України Інституту історії України НАН України. 1980 року захистив докторську дисертацію на тему: «Розвиток суспільно-політичного життя села (1959–1980 рр.)». З 2004 року — професор кафедри методики викладання історії та права Київського державного педагогічного університету імені Б. Грінченка і за сумісництвом головний науковий співробітник Центру історії аграрної науки та Центру інформаційно-бібліотечних технологій Державної наукової сільськогосподарської бібліотеки НААН, голова спеціалізованої вченої ради по захисту кандидатських і докторських дисертацій при ННСГБ НААН.
Член товариства «Знання», член Національної спілки журналістів України, чотири рази обирався до складу Львівської обласної ради депутатів трудящих.

## Наукова діяльність
Наукові дослідження в сфері суспільно-політичного життя, проблем державотворення, соціально-аграрних відносин, воєнної історії, проблем краєзнавства. Автор 1 200 наукових, науково-популярних праць, нарисів, есе, оповідань, фейлетонів, гуморесок. Серед праць:
- Новітня історія України. Частина 2 (1945–1995): Підручник для 11 класу загальноосвітніх шкіл. — Київ, 1995 (українською та російською мовами, у співавторстві);
- Украинское село на пути научно-технического прогресса: достижения и просчеты (60-80-е годы). — Київ, 1989;
- Развитие общественно-политической жизни современного села УССР. 1960–1984. — Київ, 1985;
- Развитие сельского хозяйства Украинской ССР. 1959–1980. — Київ, 1980;
- Научные основы развития общественно-политической жизни села. — Київ, 1979;
- Творчі пошуки. — Львів, 1971;
- Про впровадження елементів наукової організації праці в роботу. — Київ, 1970.

Підготував безпосередньо і опосередковано понад 70 докторів і кандидатів наук.

## Відзнаки
Заслужений діяч науки і техніки України (з 1998 року). Нагороджений орденами: Червоного Прапора, Трудового Червоного Прапора, «Знак Пошани», Святого Рівноапостольного князя Володимира Великого ІІІ ступеня, Святого Архистратига Михаїла, 15 медалями різних державних відомств, почесними грамотами Президії Верховної Ради УРСР, Кабінету Міністрів України (1998), почесним Знаком цивільної оборони СРСР, Дипломом Українського педагогічного товариства, нагородою Ярослава Мудрого (2008), нагородами інших державних відомств, громадських формувань та об'єднань. Двічі лауреат премії імені Д. Яворницького, Міжнародної премії імені В. Михайлюка.